# أسامة خليفة
أسامة خليفة هو لاعب إسكواش مصري، ولد في 19 مارس 1995 في القاهرة في مصر.

## وصلات خارجية
- أسامة خليفة على موقع SquashInfo.com (الإنجليزية)